# Naftogaz
Naftohaz ili Naftogaz (ukrajinski:  НАК "Нафтогаз України") je ukrajinska nacionalna naftna i plinska kompanija osnovana 1998. godine. To je kompanija u državnom vlasništvu podređena Ministarstvu goriva i energije Ukrajine.
Tvrtka se bavi vađenjem, prijevozom i doradom prirodnog plina i nafte. Također je aktivna u Egiptu i Ujedinjenim Arapskim Emiratima. Sjedište tvrtke je u Kijevu.
Ukrajinskim sustavom plinovoda i podzemnih skladišta prirodnog plina upravlja Ukrtransgaz, podružnica Naftohaza. Druga podružnica Naftohaza je Haz Ukrayiny, odgovorna za domaću distribuciju plina do lokalnih ukrajinskih toplinarskih tvrtki.

## Struktura

### Proizvodnja i rafinerije
- Ukrgasproduction
- Ukrnafta (50% + 1)
- Chornomornaftohaz
- prekomorski ogranci

### Transport
- Ukrtranshaz
- Ukrtransnafta
- Ukrspetstranshaz

### Distribucija
- Plin Ukrajine
- Ukravtohaz
- ostala poduzeća

## Vanjske poveznice
- (ukr.)/(rus.) Službena stranica Naftohaz Ukrayiny  Arhivirana inačica izvorne stranice od 13. prosinca 2012. (Wayback Machine)
- Ministarstvo goriva i energije Ukrajine  Arhivirana inačica izvorne stranice od 9. ožujka 2012. (Wayback Machine)